# Collinsia wilburi
Collinsia wilburi är en spindelart som beskrevs av Levi 1955. Collinsia wilburi ingår i släktet collinsior, och familjen täckvävarspindlar. Inga underarter finns listade i Catalogue of Life.